# Javier Murguialday

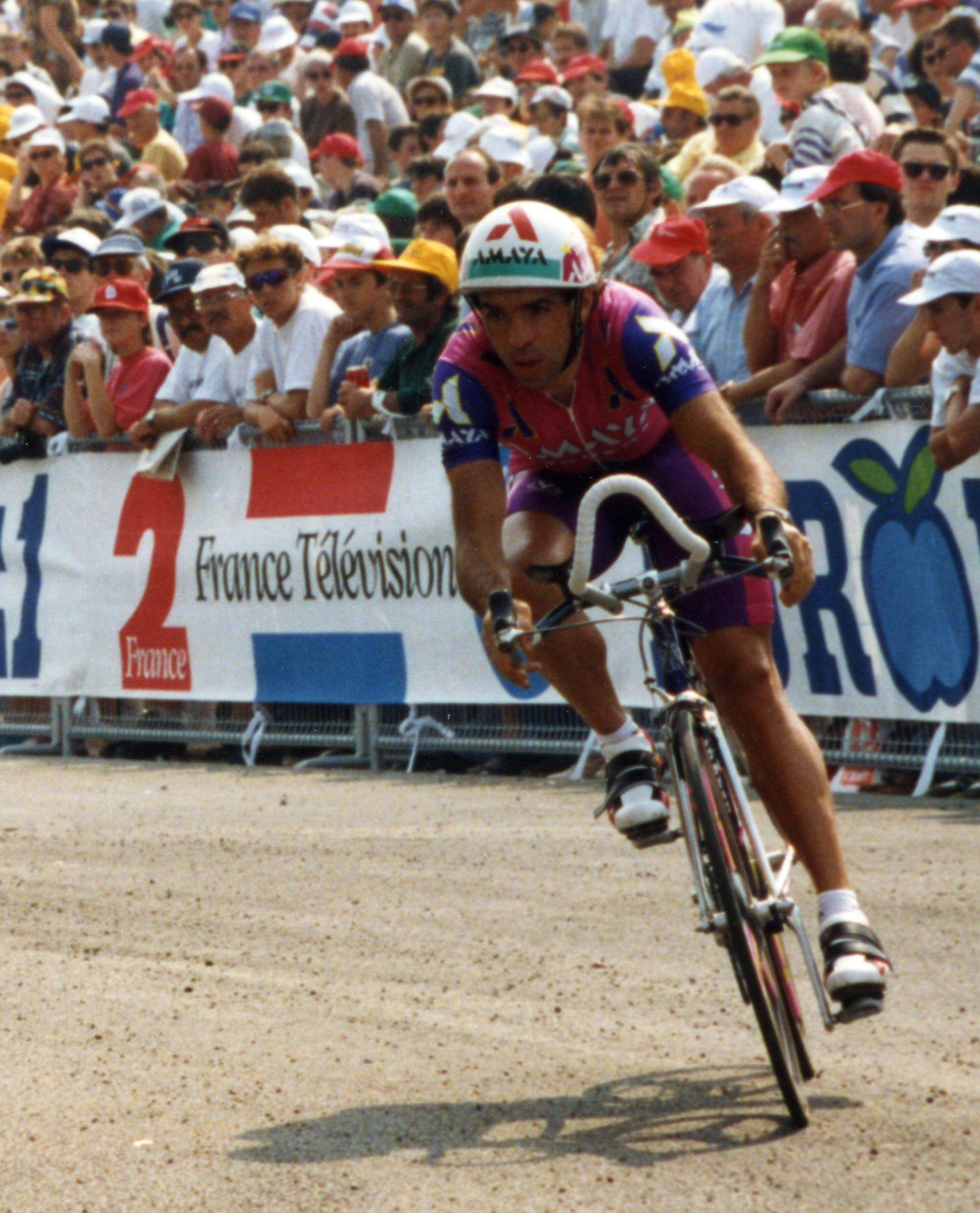
Javier Murguialday, durante el Tour de Francia 1993.

Javier Murguialday Chasco (Salvatierra, Álava, 4 de febrero de 1962) es un exciclista profesional español. 
Fue un corredor modesto que desempeñó a lo largo de su carrera principalmente labores de gregario por lo que su palmarés se limita a 3 victorias. Entre ellas destaca sobre todo la etapa que ganó en el Tour de Francia 1992, (San Sebastián -> Pau), tras protagonizar una larga escapada junto al entonces desconocido Richard Virenque.
En el Tour de Francia participó en 6 ocasiones, finalizando en 5 de las ediciones y siendo sus mejores clasificaciones el 22º puesto de 1991 y el 26º de 1992, año en el que ganó una etapa. En la Vuelta ciclista a España también participó en 6 ocasiones y finalizó en 5, destacando su 16º puesto de 1993. En 1991 y 1992 fue seleccionado para formar parte de la selección española en el Campeonato mundial de ciclismo en ruta.
Llevó a cabo su carrera profesional entre 1986 y 1994. Debutó con el equipo KAS en 1986, pasando en 1988 al equipo B.H., que posteriormente pasaría a llamarse Amaya Seguros. Cerró su carrera en 1994 en el recién creado equipo de la Fundación Euskadi (actual Euskaltel-Euskadi).
En 2017 se convirtió en director deportivo del conjunto Equipo Bolivia.

## Palmarés
1989
- 1 etapa en la Vuelta a los Valles Mineros

1992
- Challenge a Mallorca
- 1 etapa en el Tour de Francia

## Resultados en Grandes Vueltas y Campeonato del Mundo
Durante su carrera deportiva ha conseguido los siguientes puestos en las Grandes Vueltas y en los Campeonatos del Mundo en carretera:
| Carrera         | 1986 | 1987 | 1988  | 1989 | 1990 | 1991 | 1992 | 1993 | 1994 |
| --------------- | ---- | ---- | ----- | ---- | ---- | ---- | ---- | ---- | ---- |
| Giro de Italia  | -    | -    | -     | -    | -    | -    | -    | -    | -    |
| Tour de Francia | -    | Ab.  | 114.º | 48.º | -    | 22.º | 26.º | 95.º | -    |
| Vuelta a España | -    | -    | -     | 21º  | 27º  | Ab.  | 31.º | 16º  | 48.º |
| Mundial en Ruta | -    | -    | -     | -    | -    | 49.º | Ab.  | -    | -    |

-: No participa

Ab.: Abandono

## Equipos
- Kas (1986-1987)
- BH (1988-1990)
- Amaya Seguros (1990-1993)
- Euskadi (1994)